# 翁德维利耶
翁德维利耶（法語：Hondevilliers，法語發音：[ɔ̃dvilje] ⓘ）是法国塞纳-马恩省的一个市镇，属于普罗万区。

## 地理
翁德维利耶（48°53'58"N, 3°18'35"E）面积5.53 平方千米，位于法国法蘭西島大區塞纳-马恩省，该省份为法国北部内陆省份，北起瓦兹省，西接埃松省、马恩河谷省、塞纳-圣但尼省和瓦兹河谷省，南至卢瓦雷省，东南接约讷省，东临马恩省和奥布省，东北接埃纳省。
与翁德维利耶接壤的市镇（或旧市镇、城区）包括：诺让拉托、萨布洛尼耶尔、韦尔德洛、贝洛新城、巴斯韦勒。

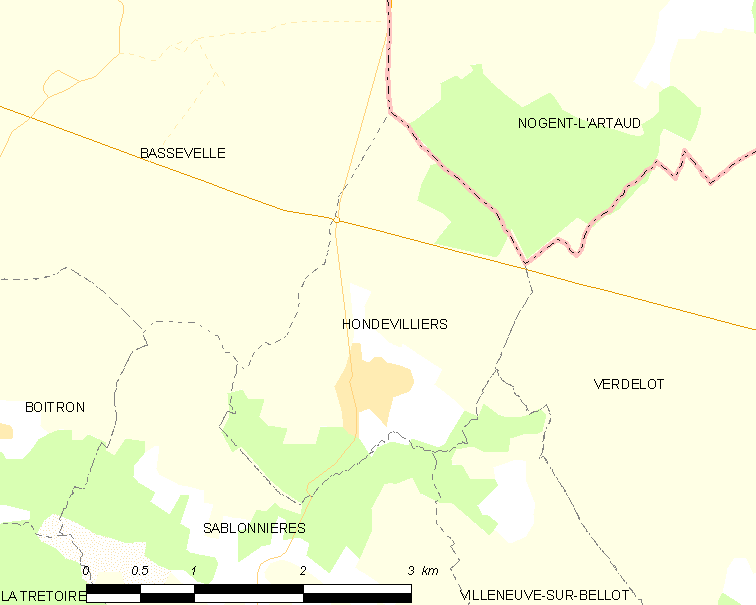
翁德维利耶的OSM定位图

翁德维利耶的时区为UTC+01:00、UTC+02:00（夏令时）。

## 行政
翁德维利耶的邮政编码为77510，INSEE市镇编码为77228。

## 政治
翁德维利耶所属的省级选区为库洛米耶县。

## 人口

1962-2008年间翁德维利耶人口变化图示

翁德维利耶于2022年1月1日时的人口数量为260人。